# (4050) Mebailey
(4050) Mebailey ist ein Asteroid im Hauptgürtel, der am 20. September 1976 vom Kvistaberg-Observatorium durch Claes-Ingvar Lagerkvist und Hans Rickman entdeckt wurde.
Der Asteroid wurde nach dem britischen Astronomen Mark E. Bailey benannt.